# Pheronema barbulosclera
Pheronema barbulosclera är en svampdjursart som beskrevs av Claude Lévi 1964. Pheronema barbulosclera ingår i släktet Pheronema och familjen Pheronematidae.
Artens utbredningsområde är havet kring Indonesien. Inga underarter finns listade i Catalogue of Life.